# Estret de Bass

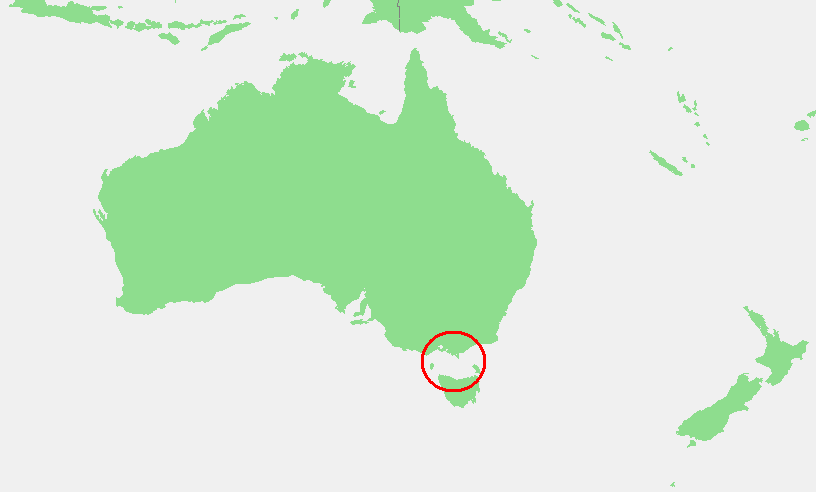
Localització de l'estret de Bass

L'estret de Bass (en anglès Bass Strait) és l'estret que separa l'illa de Tasmània del continent australià i que connecta el mar de Tasmània amb l'oceà Índic. A l'est es troben les illes King i Hunter i a l'oest, el grup de les illes Furneaux. Porta el nom del doctor George Bass, qui acompanyà l'explorador britànic Matthew Flinders, que el creuà el 1798, provant així que Tasmània era una illa separada del continent. L'estret conté molts bancs de corall i nombroses illes, principalment al sud. D'est a oest, té una longitud de 298 km, i una amplada de 230 km. L'estret presenta corrents forts que en dificulten la navegació i que han provocat nombrosos naufragis al llarg de la història.

## Extensió
L'Organització Hidrogràfica Internacional defineix els límits de l'estret de Bass de la següent manera:
A l'oest. El límit oriental de la Gran Badia Australiana [és una línia des del cap Otway, Austràlia, fins a l'illa del Rei i des d'allí fins al cap Grim, l'extrem nord-oest de Tasmània ].
A l'est. El límit occidental del mar de Tasmània entre l'illa de Gabo i Eddystone Point [és una línia des de l'illa de Gabo (prop de Cape Howe, 37°30′S) fins al punt nord-est de l'illa East Sister (148°E) i des d'allí al llarg del meridià 148è fins a Illa Flinders; més enllà d'aquesta illa una línia que va cap a l'est dels Vansittart Shoals fins a [Cap] Barren Island, i des de Cape Barren (el punt més oriental de [Cape] Barren Island) fins a Eddystone Point (41° S) [a Tasmània].

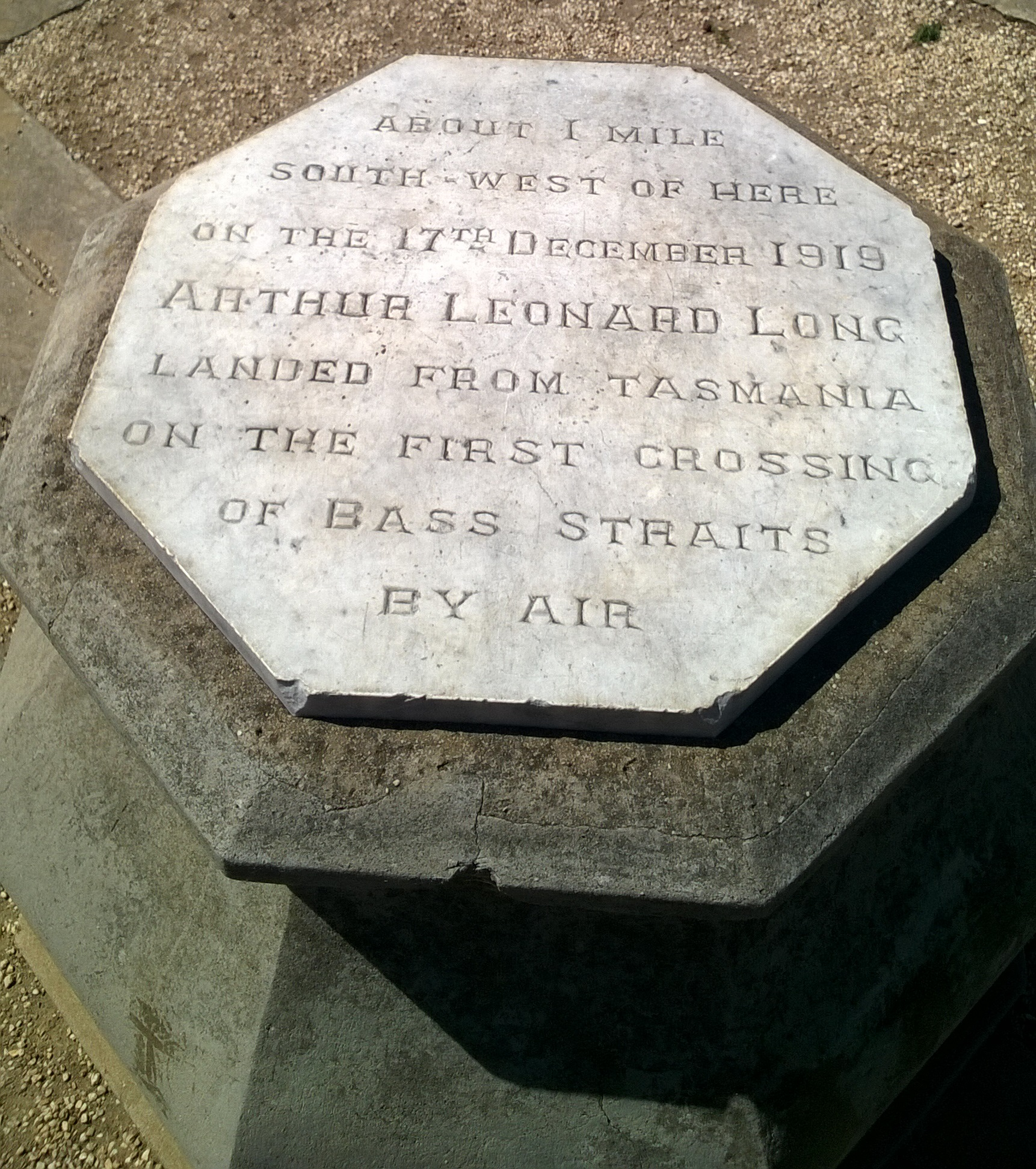
Monument commemoratiu del primer vol a través de l'estret de Bass, obra d’Arthur Leonard Long el 1919.

### Visions diferents de la ubicació i el context
Algunes autoritats consideren que l'estret forma part de l'oceà Pacífic com en l'esborrany de Límits dels oceans i març de l'OHI de 2002, mai aprovat. En l'esborrany de l'OHI de 1953 vigent actualment, s'associa en canvi amb la Gran Baia d'Austràlia; la Bight està numerada 62, mentre que l'estret de Bass es designa 62-A.
El Servei Hidrogràfic d'Austràlia no considera que forma part de la seva definició ampliada de l'Oceà Antàrtic, sinó que afirma que es troba amb el mar de Tasmània. L'estret entre les illes Furneaux i Tasmània és l'estret de Banks, una subdivisió de l'estret de Bass.

## Descobriment i exploració

### Per pobles aborígens

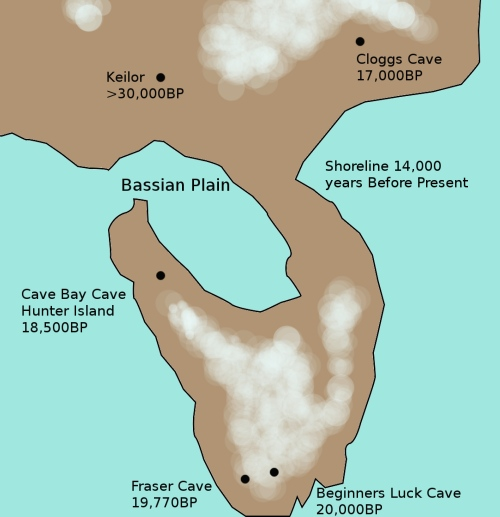
La costa de Tasmània i Victòria fa uns 14.000 anys a mesura que el nivell del mar augmentava, mostrant alguns dels jaciments arqueològics humans

Els aborígens de Tasmània van arribar a Tasmània fa aproximadament 40.000 anys durant l'últim període glacial, a través d'un ampli pont de terra prehistòric anomenat Bassian Plain entre l'actual costa sud de Victòria (des del promontori de Wilsons fins al cap Otway) i les costes del nord de Tasmània (des del cap Portland fins al cap). Grim). Després d'acabar el període glacial, el nivell del mar va augmentar i va inundar la plana de Bassian per formar l'estret de Bass fa uns 8.000 anys, deixant-los aïllats del continent australià. Els aborígens van viure a l'Illa Flinders fins fa uns 4.000 anys.
A partir dels grups lingüístics registrats, hi va haver almenys tres onades successives de colonització aborigen.

### Per part dels europeus
L'estret va ser possiblement detectat pel capità Abel Tasman quan va traçar la costa de Tasmània el 1642. El 5 de desembre, Tasman estava seguint la costa est cap al nord per veure fins on arribava. Quan la terra va desviar cap al nord-oest a Eddystone Point, va intentar mantenir-s'hi, però els seus vaixells van ser colpejats de sobte pels Quaranta rugents que udolaven a través de l'estret de Bass. Tasman estava en una missió per trobar el continent sud, no més illes, així que es va girar bruscament cap a l'est i va continuar la seva exploració del continent.
El següent europeu a apropar-se a l'estret va ser el capità James Cook a l’Endeavour l'abril de 1770. No obstant això, després de navegar durant dues hores cap a l'oest cap a l'estret contra el vent, va tornar cap a l'est i va assenyalar al seu diari que "dubtava si [és a dir, Van Diemen's Land i New Holland] són una terra o no",
L'estret va rebre el nom de George Bass, després que ell i Matthew Flinders el travessen mentre circumnavegaven la Terra de Van Diemen (ara anomenada Tasmània) al Norfolk el 1798–99. Per recomanació de Flinders, el governador de Nova Gal·les del Sud, John Hunter, l'any 1800 va anomenar el tram d'aigua entre el continent i la Terra de Van Diemen "Estret de Bass". Més tard es va conèixer com a estret de Bass.
L'existència de l'estret l'havia suggerit el 1797 el mestre de Sydney Cove quan va arribar a Sydney després d'haver encallat deliberadament el seu vaixell enfonsat i quedar encallat a l'illa Preservation (a l'extrem oriental de l'estret). Va informar que el fort onatge del sud-oest i les marees i corrents van suggerir que l'illa es trobava en un canal que unia el Pacífic i el sud de l'oceà Índic. Així, el governador Hunter va escriure a Joseph Banks l'agost de 1797 que semblava segur que existia un estret.
Quan la notícia del descobriment de l'estret de Bass el 1798 va arribar a Europa, el govern francès va enviar una expedició de reconeixement comandada per Nicolas Baudin. Això va impulsar el governador King a enviar dos vaixells des de Sydney a l'illa per establir una guarnició a Hobart.

## Història marítima
Els forts corrents entre les parts del sud-est de l'Oceà Índic impulsades per l'Antàrtida i les aigües de l'oceà Pacífic del mar de Tasmània proporcionen un estret d'ones de tempesta salvatges i poderoses. Els naufragis a les costes de Tasmània i Victoria són centenars, tot i que els vaixells metàl·lics més forts i la navegació marina moderna han reduït molt el perill.
Molts vaixells, alguns força grans, han desaparegut sense deixar rastre, o han deixat escasses indicis del seu pas. Malgrat els mites i llegendes de la pirateria, i els suposats fenòmens sobrenaturals semblants als del Triangle de les Bermudes, aquestes desaparicions es poden atribuir invariablement a combinacions traïdores de condicions del vent i del mar, i les nombroses roques i esculls semisubmergits dins de l'estret.
Malgrat les aigües difícils de l'estret, proporcionava un ambient més segur de pas per als vaixells a la ruta d'Europa o l'Índia a Sydney a principis del segle xix. L'estret també va estalviar 1.300 km en el viatge.

## Geografia

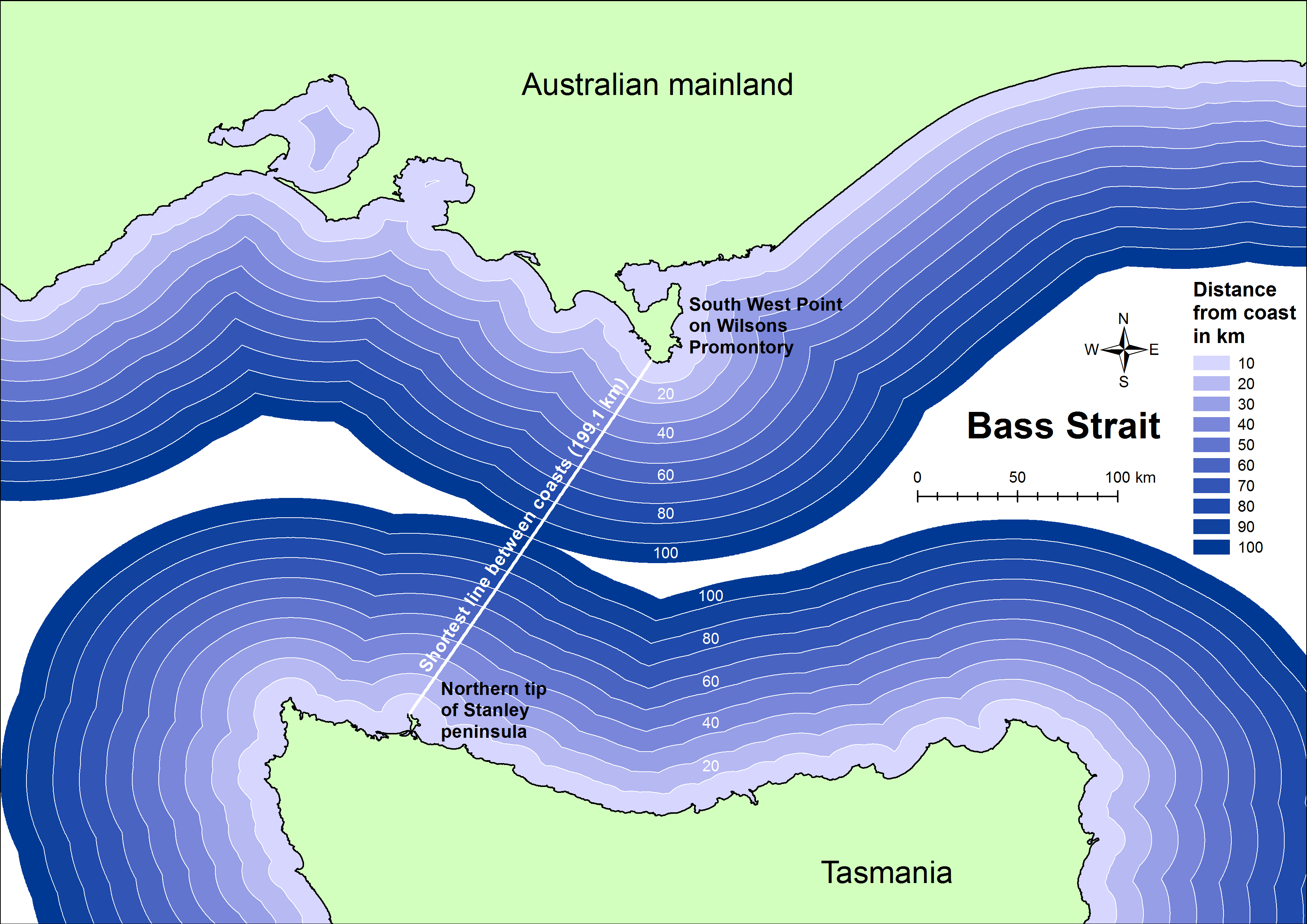
Distància més curta entre les costes de l'estret de Bass: South West Point al Wilsons Promontory fins a l'extrem nord de la península de Stanley

L'estret de Bass és d'aproximadament 250 km d'ample i 500 km de llarg, amb una profunditat mitjana de 60 m. L'obertura més ampla és d'uns 350 km entre el cap Portland a l'extrem nord-est de Tasmània i Point Hicks a la part continental d'Austràlia.
L'estudi de Jennings sobre la topografia submarina de l'estret de Bass va descriure la conca batimètrica de Bass, una depressió poc profunda d'aproximadament 120 km d'ample i 400 km de llarg al centre de l'estret de Bass, una profunditat màxima és el canal entre Inner Sister Island i l'Illa Flinders, que les cartes de navegació indiquen que arriba als 155 m. Dos altiplans submarins, el Bassian Rise i el King Island Rise, situats als marges oriental i occidental de l'estret de Bass, respectivament, estan compostos per un soterrani de granit paleozoic. Aquestes característiques formen els ampits que separen Bass Basin de les conques oceàniques adjacents. La superfície de King Island Rise també és a profunditats inferiors a 50 m i inclou el poc profund (40 m) Tail Bank al seu marge nord, així com la mateixa illa King. Dunes subaquàtiques (ones de sorra) i dorsals de corrent de marea cobreixen aproximadament 6.000 km del fons marí a l'estret de Bass.
Durant el Pléistocè, el nivell del mar baix s'aixeca la conca central de l'estret de Bass estava tancada per llindars elevats formant un gran llac poc profund. Això va passar durant l'últim màxim glacial (18.000 BP) quan la conca estava completament aïllada. L'augment del nivell del mar durant la transgressió marina va inundar la conca, formant un embassament cap a l'oest des dels 11.800 BP fins a 8700 BP, i la vora de la conca va quedar completament inundada per uns 8000 BP, moment en què es va formar l'estret de Bass i Tasmània es va convertir en una illa aïllada.
Com la resta de les aigües que envolten Tasmània, i sobretot per la seva poca profunditat, és notòriament aspra, amb molts vaixells perduts durant el segle xix. El 1848 es va erigir un far a l’illa Deal per ajudar els vaixells que navegaven per la part oriental de l'estret, però no hi havia guies per a l'entrada oest fins que el far de Cape Otway es va il·luminar per primera vegada el 1848, seguit d'un altre al cap Wickham al nord de King Island el 1861.

## Illes

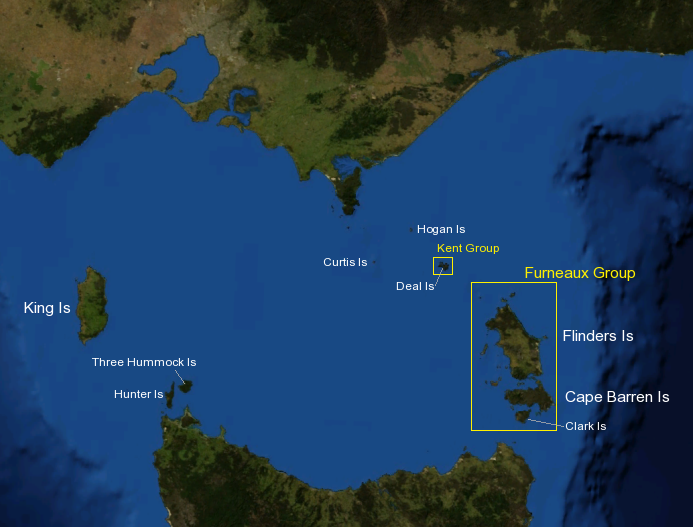
Mapa de l'estret de Bass incloent els principals grups d'illes

Hi ha més de 50 illes a l'estret de Bass. Les illes principals són:
Secció occidental:
- Illa del Rei
- Illa Tres Hummock
- Illa Hunter
- Illa Robbins

Secció sud-est:
- Grup Furneaux
  - Illa Flinders (on els aborígens de Tasmània supervivents van ser exiliats)
  - Illa Cap Barren
  - Illa Clarke
  - Grup de les Illes Germanes
  - i diverses illes més

Secció nord-est:
- Grup Kent
  - Illa Deal
  - i 3 illes més petites
- Illa Hogan
- Illa Curtis

## Recursos naturals
Hi ha una sèrie de jaciments de petroli i gas a la part oriental de l'estret de Bass, a la zona que es coneix com la conca de Gippsland. La majoria de camps jaciments es van descobrir a la dècada de 1960, i es troben a uns 50 o 65 km de la costa de Gippsland, a una profunditat d'aigua d'uns 70 metres.  Aquests jaciments de petroli inclouen Halibut, descobert el 1967; Cobia, descobert el 1972: Kingfish, Verat i Fortescue, descobert el 1978.  Els grans jaciments de gas inclouen Whiptail, Barracouta, Snapper i Marlin.  El petroli i el gas es produeixen a partir de roques làstiques del Cretaci - Eocè del Grup Latrobe, dipositades durant la separació d'Austràlia i l'Antàrtida. 
El jaciment occidental, conegut com la conca d'Otway, va ser descobert a la dècada de 1990 a prop de Port Campbell. La seva explotació va començar l'any 2005.
El petroli i el gas s'envia per gasoducte a les instal·lacions de processament de gas i les refineries de petroli a Longford, Western Port (tancada el 1985), Altona (va tancar el 2021) i Geelong, així com amb camió cisterna a Nova Gal·les del Sud. Els gasoductes dels jaciments de gas de la conca d'Otway condueixen a diverses instal·lacions de processament a les proximitats de Port Campbell.
El juny de 2017, el govern de Victòria va anunciar un estudi de viabilitat de tres anys per al primer parc eòlic marí d'Austràlia. Es preveu que el projecte, que podria tenir 250 aerogeneradors dins d'una àrea de 574 km 2, proporcionarà al voltant de 8.000 GWh d'electricitat, que representarà un 18 per cent de l'ús d'energia de Victoria i que substituirà una gran part de la producció de Hazelwood, que es feia en una central elèctrica que es va tancar a principis de 2017.

## Cultura popular
El 1978 es va produir un dels incidents amb ovnis més famosos de la història d'Austràlia a l'estret de Bass. Frederick Valentich estava volant amb un petit avió per sobre de l'estret quan va informar al personal d'un aeroport local que un objecte estrany estava enganxat al seu avió. Aleshores va afirmar que l'objecte s'havia col·locat davant del seu avió. Aleshores, el personal de l'aeroport va sentir un so metàl·lic de "raspat" seguit d'un silenci. Valentich i el seu avió van desaparèixer posteriorment i ni Valentich ni el seu avió s'han trobat mai.
La qüestió dels avions, vaixells i persones que s'han perdut a l'estret al llarg del temps ha generat diverses teories. Potser la llista més completa de pèrdues i desaparicions ha estat el llibre sovint reimprès de Jack Loney encara que és possible que la majoria de les pèrdues es puguin explicar per esdeveniments meteorològics extrems.
A la famosa sèrie australiana Neighbours, una de les seves històries més dramàtiques mostra com un vol de la dècada de 1940 a Tasmània va ser sabotejat amb una bomba. L'avió es va estavellar contra l'estret de Bass enmig de la nit i la vida de molts personatges es va posar en perill, amb alguns ofegaments.